# 有門勇人
有門 勇人（ありかど はやと、1973年1月25日 - ）は、神奈川県横浜市金沢区出身で立浪部屋所属の元大相撲力士。本名同じ、身長174cm・体重159kg。最高位は西序二段95枚目（1992年11月場所）。

## 経歴
1988年9月場所で初土俵を踏む。翌場所序ノ口に初めて番付に載って以降負け越しが続き、序ノ口初在位から23場所連続負け越しの珍記録を作ってしまった。この間、1989年・1991年・1992年の5月場所では前場所の前相撲出場人数との兼ね合いで、負け越したにもかかわらず序二段に昇進した。
西序ノ口40枚目の地位で臨んだ1992年9月場所で初土俵から24場所目で初めて勝ち越し、最終的に力士人生唯一となる6勝1敗の好成績を修めた。翌場所は自己最高位となる西序二段95枚目に昇進したが7戦全敗を喫した。その後は3場所ないし4場所に1回勝ち越すペースの成績を続け、1997年5月場所限りで引退、最終場所は東序ノ口22枚目で4勝3敗として、9回目の勝ち越しで締め括った。

## エピソード
- 上述の経歴もあり、相撲記者の間では有名人とされ、同様の経歴を持つ志免錦金五郎との取り組みが行われる日は、序ノ口の対戦とは思えない程の報道記者が集結したとされる。
- 女性ファンも多く、序ノ口の土俵で黄色い声援を受けることも多かった。
- 初土俵から引退まで改名歴はなく、9年間本名を四股名とし続けた。
- 声が松村邦洋に似ている旨を、『VAN VAN 相撲界』（ベースボールマガジン社）の読者に投稿されたことがある。
- 1996年に発行された『大相撲全力士名鑑』（ベースボールマガジン社）において「負けてはいけないと緊張するので、弱い力士と対戦したい。」とコメントした。
- 実父が長男である勇人を力士にしたいということを知り、その期待に応える形で入門した。
- 初土俵の場所に足を負傷し、新序出世披露に参加できず、最終的に関取の地位を経験せず引退したため、現役中に化粧廻し姿を披露することはなかった。
- 上述の志免錦金五郎が2011年6月30日に死去した際は、約2ヶ月後の2011年8月28日に上野精養軒において行われた「偲ぶ会」に駆け付けた[1]。

## 戦績
- 生涯成績：118勝236敗10休（53場所）